# Quận 12
Quận 12 là một quận nội thành cũ thuộc Thành phố Hồ Chí Minh, Việt Nam.
Quận 12 từng là một phần của huyện Hóc Môn trước kia. Quận 12 có nhiều địa điểm tham quan như: căn cứ Vườn Cau ở Thạnh Lộc, chùa Thiên Vân, chùa Quảng Đức, làng cá sấu, các vườn mai, vườn kiểng,... và cũng là địa điểm đặt trung tâm công nghệ thông tin lớn nhất nước là công viên phần mềm Quang Trung. Quận 12 nằm gần kề với khu vực trung tâm Thành phố Hồ Chí Minh về phía Tây Bắc, cách trung tâm Thành phố hơn 10 km theo đường chim bay, là quận cửa ngõ phía Bắc của khu vực trung tâm Thành phố.

## Địa lý

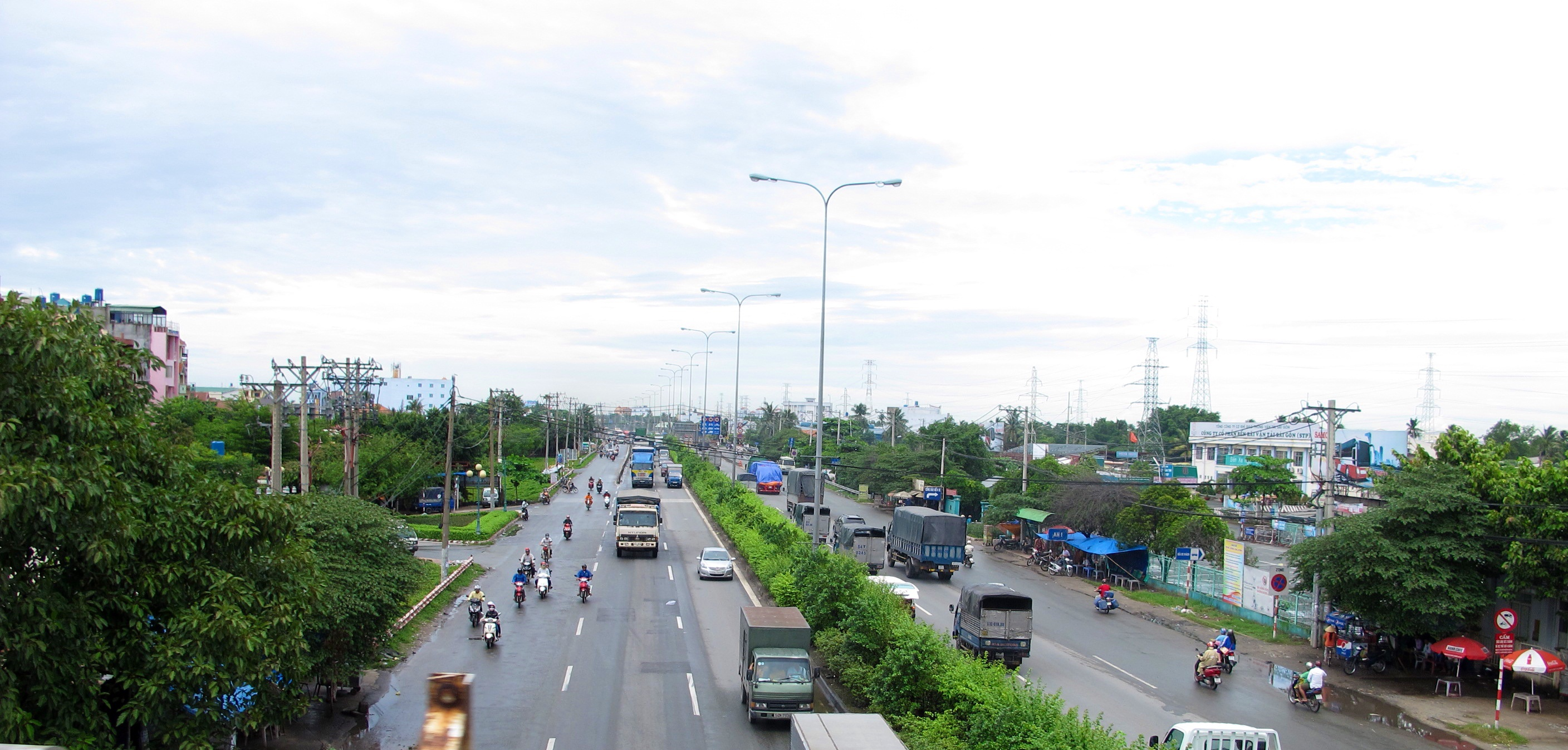
Xa lộ Đại Hàn (Quốc lộ 1) đoạn qua Quận 12

Quận 12 nằm ở phía tây bắc nội thành Thành phố Hồ Chí Minh, nằm dọc theo Quốc lộ 1, quận là ngõ giao thông khá quan trọng của thành phố nối liền với các tỉnh miền Đông Nam Bộ, có vị trí địa lý:
- Phía đông giáp thành phố Thủ Đức và thành phố Thuận An, tỉnh Bình Dương
- Phía tây và phía bắc giáp huyện Hóc Môn
- Phía nam giáp quận Gò Vấp, quận Tân Bình, quận Bình Thạnh, quận Tân Phú và quận Bình Tân.

Quận có diện tích 52,74 km², dân số năm 2019 là 620.146 người, mật độ dân số đạt 11.759 người/km².

## Lịch sử

### Trước năm 1997
Lịch sử hình thành và phát triển của quận gắn liền với lịch sử huyện Hóc Môn kể từ khi mới thành lập cho đến sau ngày giải phóng. Trước năm 1997, địa bàn quận 12 thuộc huyện Hóc Môn.

### Từ năm 1997 đến nay
Ngày 6 tháng 1 năm 1997, Chính phủ ban hành Nghị định số 03-CP. Theo đó, thành lập Quận 12 trên cơ sở tách toàn bộ diện tích và dân số 5 xã An Phú Đông, Đông Hưng Thuận, Tân Thới Hiệp, Tân Thới Nhất, Thạnh Lộc và một phần hai xã Tân Chánh Hiệp, Trung Mỹ Tây của huyện Hóc Môn.
Chuyển các xã Tân Thới Nhất, Đông Hưng Thuận, An Phú Đông, Trung Mỹ Tây thành 4 phường có tên tương ứng
Điều chỉnh diện tích và dân số của 2 xã Tân Chánh Hiệp, Tân Thới Hiệp để thành lập 4 phường: Tân Chánh Hiệp, Tân Thới Hiệp, Thới An, Hiệp Thành
Chia xã Thạnh Lộc thành 2 phường: Thạnh Lộc, Thạnh Xuân.
Ngày 23 tháng 11 năm 2006, Chính phủ ban hành Nghị định số 143/2006/NĐ-CP. Theo đó, thành lập phường Tân Hưng Thuận trên cơ sở điều chỉnh 181,08 ha diện tích tự nhiên và 24.829 người của phường Đông Hưng Thuận.
Ngày 16 tháng 6 năm 2025, Ủy ban Thường vụ Quốc hội ban hành Nghị quyết số 1685/NQ-UBTVQH15 (áp dụng từ ngày 30 tháng 6 năm 2025). Theo đó, giải thể quận 12 và sắp xếp lại các phường mới cụ thể như sau:
- Phường Đông Hưng Thuận: Gồm các phường Tân Thới Nhất, Tân Hưng Thuận và phường Đông Hưng Thuận.
- Phường Trung Mỹ Tây: Gồm các phường Trung Mỹ Tây, Tân Chánh Hiệp.
- Phường Tân Thới Hiệp: Gồm các phường Hiệp Thành, phường Tân Thới Hiệp.
- Phường Thới An: Gồm các phường Thới An, Thạnh Xuân.
- Phường An Phú Đông: Gồm các phường An Phú Đông, Thạnh Lộc.

## Hành chính
| Phường (11)     |      |
| An Phú Đông     | 8,82 |
| Đông Hưng Thuận | 2,55 |
| Hiệp Thành      | 5,42 |
| Tân Chánh Hiệp  | 4,21 |
| Tân Hưng Thuận  | 1,81 |

| Tên           | Diện tích (km²) |
| ------------- | --------------- |
| Tân Thới Hiệp | 2,62            |
| Tân Thới Nhất | 3,90            |
| Thạnh Lộc     | 5,83            |
| Thạnh Xuân    | 9,69            |
| Thới An       | 5,18            |
| Trung Mỹ Tây  | 2,71            |

## Giao thông
Quận 12 có hệ thống đường bộ với Quốc lộ 22 (đoạn từ cầu Tham Lương đến ngã tư An Sương nay là đường Trường Chinh), xa lộ vành đai ngoài (nay là Quốc lộ 1), các Tỉnh lộ 9, 12, 14, 15, 16, hệ thống các hương lộ này khá dày, Quận 12 có cơ sở hạ tầng thuận lợi cho phát triển kinh tế – xã hội.
Đường Trường Chinh, đại lộ nối từ quận Tân Bình, xuyên qua quận 12 đến tận cửa ngõ Tây Bắc của Thành phố Hồ Chí Minh đã được mở rộng đến 10 làn xe. Rất nhiều trung tâm mua sắm sầm uất, các khu cao ốc, căn hộ cao cấp cũng nhanh chóng hình thành dọc theo đại lộ này làm cho các khu dân cư của quận 12 nhanh chóng hình thành và rộng mở. Nhiều trường đại học mở thêm cơ sở đào tạo, nhiều công ty mở thêm chi nhánh, kho bãi, trạm trung chuyển,... tại khu vực này làm cho bộ mặt của quận 12 nhanh chóng thay đổi sau 15 năm thành lập quận.
Quận 12 còn có sông Sài Gòn bao bọc phía đông, là đường giao thông thủy quan trọng. Trong tương lai, nơi đây sẽ có đường sắt chạy qua. với những thuận lợi đó Quận 12 lợi để bố trí các khu dân cư, khu công nghiệp, thương mại – dịch vụ – du lịch để đẩy nhanh quá trình đô thị hóa, phát triển kinh tế – xã hội, hướng tới công nghiệp hóa, hiện đại hóa.
Hiện nay trên địa bàn quận 12 đã và đang hình thành một số khu đô thị mới như khu đô thị An Phú Đông Riverside, khu đô thị Senturia Vườn Lài, khu đô thị Thới An City, khu đô thị Phú Long Riverside, khu nhà phố cao cấp Golden City Hà Huy Giáp, khu đô thị Hiệp Thành City...

### Đường phố
Gồm các đường đặt tên số, và các tên chữ dưới đây:
| Ba Du Bùi Chu Bùi Văn Ngữ Cầu Ba Phụ Chiến Khu Chung Thị Minh Dương Thị Giang Dương Thị Mười Đình Hanh Phú Đình Qưới An Đông Bắc Đồng Tâm Đồng Tiến Đỗ Hành Đỗ Nguyên Giang Cự Vọng Hà Bổng | Hà Chương Hà Đặc Hà Huy Giáp Hà Nội Hà Thị Khéo Hà Thị Khiêm Hiệp Thành Hoàng Tăng Bí Hồ Ngọc Cẩn Huỳnh Tấn Chùa Huỳnh Thị Hai Lâm Thị Hố Lê Lợi Lê Thị Ánh Lê Thị Nho Lê Thị Riêng Lê Văn Khương | Liên khu 2-5 Mỹ Huề Minh Phụng Nam Đình Nguyễn Ảnh Thủ Nguyễn Hữu Cầu Nguyễn Thành Vĩnh Nguyễn Thị Búp Nguyễn Thị Căn Nguyễn Thị Đặng Nguyễn Thị Gạch Nguyễn Thị Kiêu Nguyễn Thị Kiểu Nguyễn Thị Nhuần Nguyễn Thị Sáu Nguyễn Thị Thơi Nguyễn Thị Tràng Nguyễn Thị Trên | Nguyễn Thị Xinh Nguyễn Văn Quá Nguyễn Văn Vân Phan Văn Hớn Phan Văn Hùm Quang Trung Quán Tre Quốc lộ 1 Quốc lộ 22 Rạch Thầy Bảo Tân Thới Hiệp Tham Lương Thái Bình Thạnh Xuân Thẩm Thệ Hà Tô Ký Tô Ngọc Vân Trần Quang Cơ | Trần Thị Bảy Trần Thị Cờ Trần Thị Do Trần Thị Hè Trần Thị Năm Trần Văn Lắm Trịnh Thị Miếng Trung Mỹ Tây Trương Thị Hoa Trương Thị Ngào Trường Chinh Tuấn Ngọc Vào Chùa Pháp Thạnh Võ Thị Liễu Võ Thị Phải Võ Thị Thừa Vườn Lài |

## Giáo dục

### Cơ sở giáo dục đại học
| Tên trường                                              | Địa chỉ                                           | Website                                              | Ghi chú           |
| ------------------------------------------------------- | ------------------------------------------------- | ---------------------------------------------------- | ----------------- |
| Trường Đại học FPT                                      | Công viên phần mềm Quang Trung, P. Tân Chánh Hiệp |                                                      | Cơ sở TPHCM       |
| Trường Đại học Hoa Sen                                  | Công viên phần mềm Quang Trung, P. Tân Chánh Hiệp |                                                      | Cơ sở Quang Trung |
| Trường Đại học Giao thông vận tải Thành phố Hồ Chí Minh | 70 Tô Ký, P. Tân Chánh Hiệp                       | Lưu trữ ngày 13 tháng 7 năm 2019 tại Wayback Machine | Cơ sở 3           |
| Trường Đại học Lao động - Xã hội (CSII)                 | 1018 Tô Ký, P. Tân Chánh Hiệp                     |                                                      |                   |
| Trường Đại học Nguyễn Tất Thành                         | 331 Quốc lộ 1A, P. An Phú Đông                    |                                                      | Cơ sở An Phú Đông |
| Trường Đại học Văn Hiến                                 | 2A2 Quốc lộ 1A, P. Thạnh Xuân                     | Lưu trữ ngày 10 tháng 9 năm 2024 tại Wayback Machine | Cơ sở Quận 12     |

### Các trường cao đẳng
| Tên                                                   | Địa chỉ                                           | Website | Ghi chú     |
| ----------------------------------------------------- | ------------------------------------------------- | ------- | ----------- |
| Trường Cao đẳng Điện lực Thành phố Hồ Chí Minh        | 554 Hà Huy Giáp, P. Thạnh Lộc                     |         |             |
| Trường Cao đẳng Phát thanh - Truyền hình II           | 1 ĐHT27, P. Đông Hưng Thuận                       |         | Cơ sở 2     |
| Trường Cao đẳng FPT Polytechnic                       | Tòa nhà QTSC9 (tòa T), P. Tân Chánh Hiệp          |         | Cơ sở TPHCM |
| Trường Cao đẳng Văn hóa Nghệ thuật và Du lịch Sài Gòn | 70 Tân Thới Nhất 8, P. Tân Thới Nhất              |         | Cơ sở 2     |
| Trường Cao đẳng Y Dược Sài Gòn                        | Công viên phần mềm Quang Trung, P. Tân Chánh Hiệp |         | Cơ sở 1     |